# Yosuke Nozawa
Yosuke Nozawa (9 november 1979) is een Japans voetballer.

## Carrière
Yosuke Nozawa speelde tussen 1998 en 2011 voor Shimizu S-Pulse, Albirex Niigata en Shonan Bellmare. Hij tekende in 2012 bij Matsumoto Yamaga.